# Anchoa lyolepis
Anchoa lyolepis är en fiskart som först beskrevs av Barton Warren Evermann och Marsh, 1900.  Anchoa lyolepis ingår i släktet Anchoa och familjen Engraulidae. Inga underarter finns listade i Catalogue of Life.